# Gy (Ginebra)
Gy es una comuna suiza del cantón de Ginebra. Limita al norte con las comunas de Machilly (FR-74) y Veigy-Foncenex (FR-74), al sureste y sur con Jussy, y al oeste con Corsier y Meinier.
Perteneciente a la República de Ginebra, fue parte del municipio de Jussy, hasta 1798. 